# Dasystole pinnata
Dasystole pinnata är en fjärilsart som beskrevs av Max Joseph Bastelberger 1908. Dasystole pinnata ingår i släktet Dasystole och familjen mätare. Inga underarter finns listade i Catalogue of Life.